# Stanisław Zimny

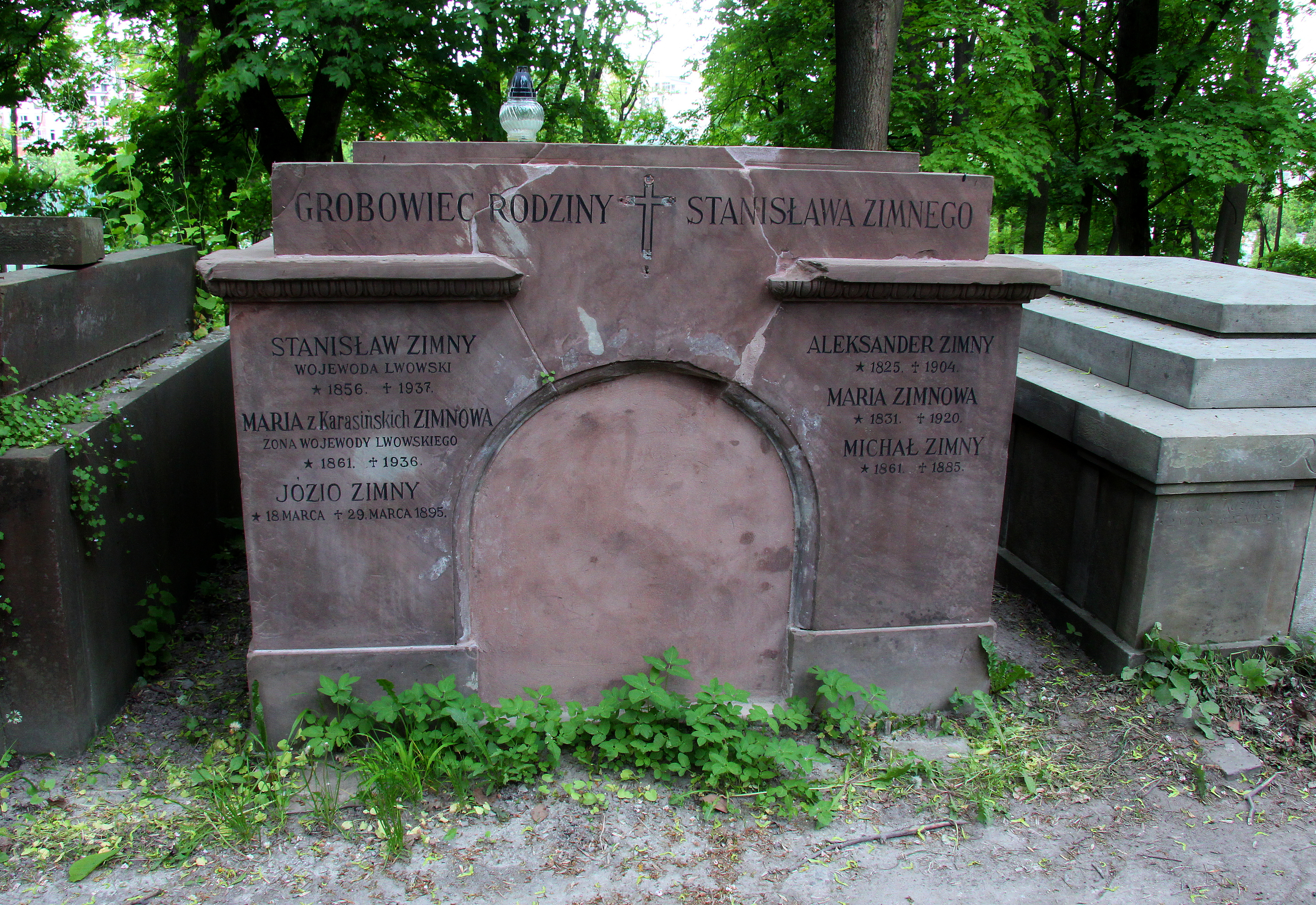
Grobowiec rodziny Stanisława Zimnego

Stanisław Zimny (ur. w 1856 we Lwowie, zm. 3 kwietnia 1937 tamże) – polski prawnik, urzędnik austro-węgierski, wojewoda lwowski 1924.

## Życiorys
Ukończył naukę w gimnazjum, a następnie Wydział Prawa Uniwersytetu Franciszkańskiego we Lwowie. Po studiach rozpoczął pracę w administracji Austro-Węgier. Był urzędnikiem Namiestnictwa we Lwowie w charakterze radcy dworu, starostw w Drohobyczu i Wadowicach a następnie Ministerstwa Spraw Wewnętrznych Przedlitawii  w Wiedniu.
W II Rzeczypospolitej, jako wiceprezydent lwowskiego Namiestnictwa, został w 1919 mianowany zastępcą generalnego komisarza rządu RP dla b. Galicji. Od 1921 r. naczelnik Wydziału Prezydialnego Urzędu Wojewódzkiego, następnie wicewojewoda lwowski. Od 10 marca 1924 pełniący obowiązki wojewody lwowskiego, od 30 czerwca do 4 grudnia 1924 był wojewodą lwowskim. Ustąpił ze stanowiska z uwagi na przekroczenie wieku.
2 maja 1923 został odznaczony Krzyżem Oficerskim Orderu Odrodzenia Polski „za długoletnią, wyjątkowo gorliwą i wydatną pracę zawodową”.
Został pochowany na Cmentarzu Łyczakowskim we Lwowie.